# Lois Egg
Lois Egg (* 11. Oktober 1913 in Innsbruck; † 29. Mai 1999 in Wien) war ein österreichischer Bühnenbildner.

## Leben
Lois Egg besuchte die Gewerbeschule in Innsbruck und studierte von 1934 bis 1937 an der Akademie in Prag und an der Akademie der bildenden Künste Wien bei Clemens Holzmeister und Emil Pirchan. Sein erstes Engagement als Bühnenbildner erhielt er 1937/38 am Stadttheater Innsbruck. 1938/39 war er am Westmark-Landestheater Koblenz, 1939/40 am Theater der Gauhauptstadt Reichenberg und 1941–45 am Ständetheater in Prag tätig. Von 1946 bis 1960 war Egg als Bühnenbildner am Stadttheater Bern angestellt, wo er über 300 Bühnenausstattungen für Schauspiel und Oper schuf, darunter Beethovens Fidelio, Lessings Nathan der Weise, Mozarts Entführung aus dem Serail und Arthur Honeggers Johanna auf dem Scheiterhaufen. 1960 wechselte er ans Wiener Burgtheater, wo er unter anderem das Bühnenbild für Goethes Torquato Tasso, Hauptmanns Florian Geyer, Bahrs Das Konzert oder Strindbergs Fräulein Julie gestaltete. 1976 verließ er das Burgtheater und war nur noch selten als Bühnenbildner tätig. Er widmete sich in dieser Zeit vor allem der Malerei.
Neben seinen Festanstellungen war Lois Egg als Gast für die Volksoper Wien, das Volkstheater in Wien, das Theater in der Josefstadt, die Salzburger und Bregenzer Festspiele sowie das Landestheater Linz tätig. 1965 richtete er Verdis Falstaff an der Oper Sydney ein. Er wirkte an Produktionen des Tiroler Landestheaters mit, war für die künstlerische Leitung des Landesfestumzugs anlässlich der 150-Jahr-Feier des Tiroler Volksaufstandes 1959 verantwortlich und entwarf Pläne für den Wiederaufbau der 1944 zerstörten Dogana in Innsbruck. 1959 konzipierte er die Bühne für das neu erbaute Passionsspielhaus in Erl, die bis 2008 bei den alle sechs Jahre stattfindenden Aufführungen genutzt wurde. 1960 schuf er die Plastik des Tiroler Adlers für die Südfassade des Neuen Landhauses in Innsbruck.
1966 wurde Lois Egg als Nachfolger Caspar Nehers als ordentlicher Professor und  Leiter der Meisterschule für Bühnenbild und szenische Gestaltung an die Akademie der bildenden Künste Wien berufen, wo er bis zu seiner Emeritierung 1984 unterrichtete. Zu seinen Schülerinnen und Schülern zählten unter anderem Brigitte Prinzgau-Podgorschek, Christian Feichtinger und Erich Wonder. Zeitweise hatte er auch das Amt des Rektors inne.
In 50 Jahren an verschiedenen Theatern realisierte er mindestens 560 Bühnenbilder für Schauspiele, Opern, Operetten und Ballettaufführungen, sowohl für klassische Werke von Mozart über Puccini und Verdi bis Wagner, als auch für zeitgenössische Werke wie Alban Bergs Wozzeck, Gottfried von Einems Der Prozess oder Walter Furrers Der Faun. Mehrere Aufführungen, für die Egg das Bühnenbild schuf, wie Der Bauer als Millionär 1961 bei den Salzburger Festspielen, wurden aufgezeichnet und als Kino- oder Fernsehfilm veröffentlicht. Egg gestaltete Szenenräume in einem Zusammenspiel aus Skulpturalem und Architektonischem einerseits und Malerischem und Grafischem andererseits. Das freie Spiel von Raum und Fläche sollte Assoziationen hervorrufen und das Publikum zu eigenen Deutungen verleiteten.
Eggs künstlerischer Nachlass von fast 5000 Skizzen, Entwürfen und Plänen wird seit 2000 im Tiroler Landesmuseum Ferdinandeum aufbewahrt. Rund 1800 weitere Grafiken, 700 Fotos und 10 Modelle, die hauptsächlich im Rahmen von Produktionen am Burgtheater entstanden sind, hatte Lois Egg bereits 1979 dem Theatermuseum in Wien als „Stiftung Prof. Lois Egg für die Theatersammlung der Österreichischen Nationalbibliothek“ übergeben.

## Ausstellungen
- 1937: Tiroler Landesmuseum Ferdinandeum (Einzelausstellung)[1]
- 1945: Tiroler Landesmuseum Ferdinandeum (Einzelausstellung)[1]
- 1985: Lois Egg. Bühnenentwürfe, Skizzen und Aquarelle 1930–1985, Akademie der bildenden Künste Wien[4]
- 1988: Tiroler Landesmuseum Ferdinandeum (Einzelausstellung anlässlich seines 75. Geburtstags)[1]
- 1989: Lois Egg. Santa Maria della Salute, Italienisches Kulturinstitut (Einzelausstellung)[4]
- 2007: Lois Egg. Theater – Bilder, Tiroler Landesmuseum Ferdinandeum[1]

## Auszeichnungen
- 1966/67: Silbernes Ehrenzeichen der Universität Wien[6]
- 1977: Österreichisches Ehrenkreuz für Wissenschaft und Kunst I. Klasse
- 1984: Ehrenmedaille der Bundeshauptstadt Wien in Gold
- 1986: Ehrenzeichen für Kunst und Kultur der Stadt Innsbruck[8]